# Krankholmen

Krankholmen är en ö i östra delen av Mälaren, och ligger mellan Kärsön och Fågelön. Ön är obebodd och tillhör Ekerö kommun.